# Корнилије Станковић
Корнилије Станковић (Панчево, 1820 — Крагујевац, 24. август 1889) је био епископ жички 1883-1885.

## Биографија
Рођен је у Панчеву 1820. године. Замонашио се у Фрушкој гори где је стекао монашко образовање. У Срему је био сабрат у неколико манастира, потом је 1876. прешао у Кнежевину Србију где је од 1876. до 1880. био сабрат у Манастиру Раваница. У чин игумана је унапређен 1880. године и од 1. марта 1880. године је био старешина манастира Раванице. 
Како је катедра ужичких епископа упражњена смрћу Викентија Красојевића 15. марта 1882. године, било је потребно изабрати новог епископа. Митрополит београдски Михаило је указом краља Милана Обреновића 18. октобра 1881. склоњен са свог положаја а митрополијом је администрирао епископ неготински (тимочки) Мојсије Вересић. Избором Теодосија за новог митрополита у марту 1883. створени су услови за избор новог ужичког епископа. На ово место је изабран Корнилије Станковић 6. априла 1883. године и посвећен 19. априла 1883. Током његовог управљања Епархија ужичка је 26. јуна 1884. године променила назив у Епархија жичка, како се зове и данас.
Епархијом је управљао непуне две године и онда умировљен 1885. године. Остатак живота провео је у Крагујевцу. После абдикације краља Милана у фебруару 1889. године, краљевско намесништво је донело указ о враћању Михаила на место митрополита 18. маја 1889, тада је Теодосије поднео оставку и пензионисан заједно са епископима нишким Димитријем и жичким Никанором.
Корнилије Станковић је умро 24. августа 1889. године у Крагујевцу и сахрањен на варошком гробљу. Његове посмртне остатке је епископ жички Василије пренео у манастир Жичу 29. новембра 1963. године и сахранио их у Параклису преподобног Саве Освећеног.